# أقمار الاستطلاع كي إتش-9

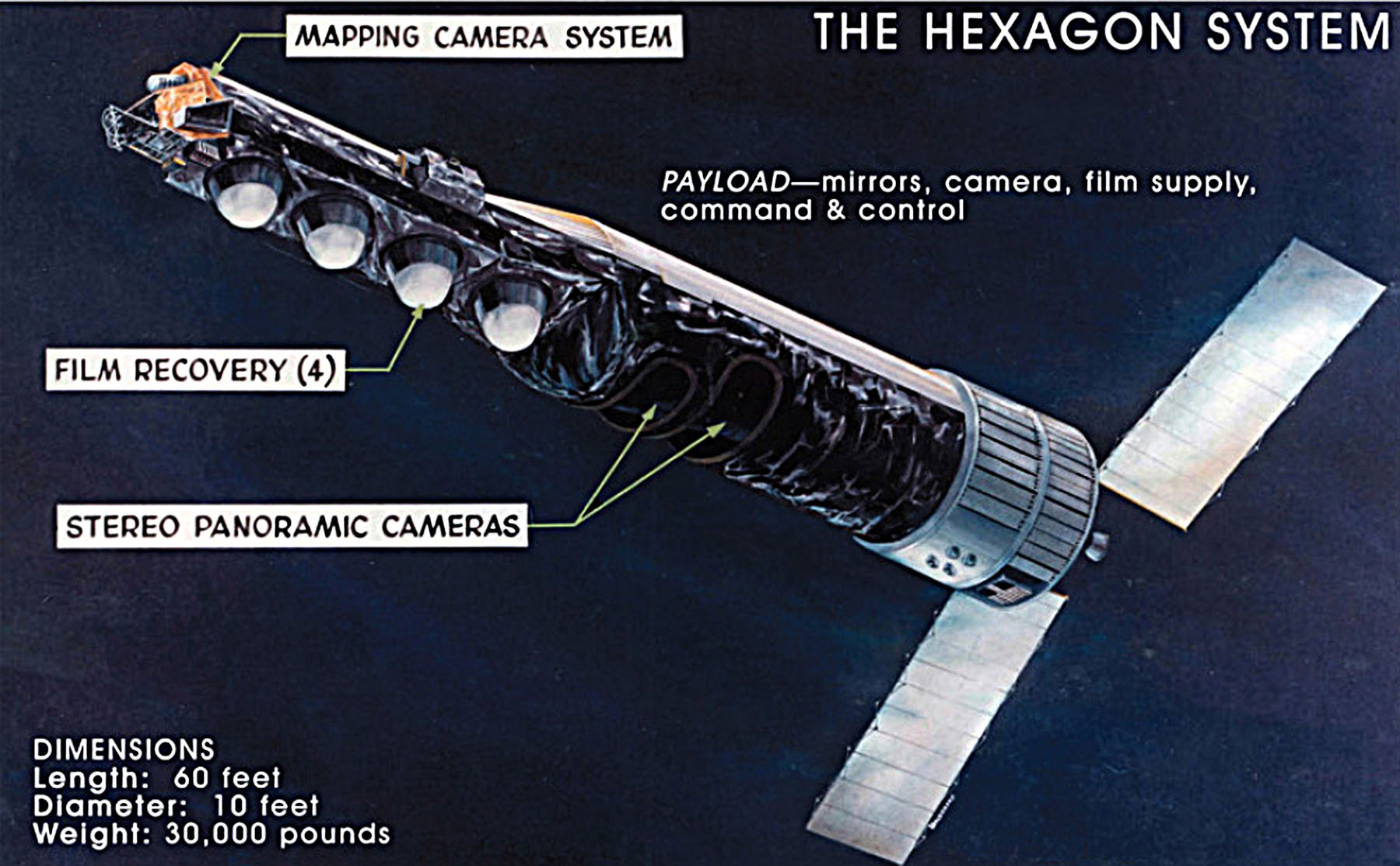

أقمار الاستطلاع كي إتش-9 (نظام تحكم بيمان، بالاسم الحركي هيكساغون)، المعروفة بشكل عام باسم بيغ بيرد أو كيهول-9، هي سلسلة من أقمار الاستطلاع التي تقوم بالتصوير الفوتوغرافي، أطلقتها الولايات المتحدة بين عامي 1971 و1986؛ ومن بين 20 محاولة إطلاق قام بها مكتب الاستطلاع الوطني، نجحت جميعها عدا واحدة فقط. أُرسل فيلم الصور من على متن القمر هيكساغون إلى الأرض في كبسولة لاسترجاع الأفلام لكي تُعالج وتُفسّر. أما أفضل جودة صورة أرضية حُصل عليها عن طريق الكاميرات الرئيسية كانت أفضل من 0.6 متر (قدمان و0 إنش).
تعرف الأقمار رسميًا باسم أقمار الاستطلاع التصويرية عريضة التغطية (الرمز 467)، بنتها شركة لوكهيد لصالح مكتب الاستطلاع الوطني.
كُشف النقاب عن القمر كي إتش-9 في سبتمبر 2011، ووُضع نموذج لعرضه للعامة ليوم واحد في 17 سبتمبر 2011 في ساحة مركز ستيفين ف. يودفار هازي التابع للمتحف الفضائي والجوي الوطني.
وفي 26 يناير 2012، وضع المتحف الوطني للقوى الجوية الأمريكية القمر للعرض العام مع سلفيه السابقين كي إتش-7 و كي إتش-8.

## التطور
اعتُبر القمر كي إتش-9 بالأصل في أوائل الستينيات بديلًا لأقمار البحث كورونا. كان الهدف فحص مناطق كبيرة على الأرض بكاميرا دقتها متوسطة. حمل القمر كي إتش-9 كاميرتين رئيسيتين، وحمل كاميرا رسم الخرائط في عدة مهمات. أُرسل فيلم الصور الملتقط من الكاميرات إلى مركبات تعاود الدخول إلى جو الأرض، حيث تلتقط طائرات هذه الكبسولات في الجو. كان القمر يحمل أربعًا من هذه المركبات في مهماته، وأحيانًا مركبة خامسة لكاميرا تصوير الخرائط.
بين سبتمبر 1966 ويوليو 1967، اختير المقاولون من أجل الأنظمة الفرعية للقمر هيكساغون؛ إذ مُنحت شركة لوكهيد للصواريخ والفضاء عقد التجميع الأساسي للقمر، وشركة بيركن إيلمر عقد النظام الفرعي للمستشعر الأساسي، وشركة ماكدونيل عقد الكبسولة المركبة التي تعاد للأرض، وقسم الكترونيات الفضاء في شركة آر سي إيه عقد نظام التقاط الصور على الفيلم، وشركة إيتك عقد كاميرا الدليل النجمي. تم التجميع والفحص الأرضي للمركبة الناقلة للقمر الصناعي 1 (إس ڤي-1) في مايو 1971، ونُقلت بحرًا إلى قاعدة فاندنبيرغ الجوية في حاوية طولها 21 مترًا. وفي النهاية، طُوّرت أربعة أجيال (مجموعات) من أقمار الاستطلاع هيكساجون كي إتش-9. كان القمر كي إتش9-7 (1207) أول قمر يحلق بالكاميرا البانورامية للمجموعة الثانية ونظام التجميع الأساسي. أما المجموعة الثالثة (الأقمار من 13 حتى 18) تضمنت تحديثات للتوزيعات الكهربائية والبطاريات. وساهم خزانان إضافيان مع نظام تحكم بالفراغ القمي لنظام ضبط المدار بالإضافة لمحركين دافعين من أجل نظام ضبط التفاعل بإطالة عمر القمر كي إتش-9 الوظيفي. زِيدت كمية النتروجين لتزويد نظام نقل الفيلم ومركبة الكاميرا. جُهزت المجموعة الرابعة بنظام أوامر ممتد باستخدام ذاكرة الأسلاك المطلية. وفي أواسط السبعينيات، عمل أكثر من ألف شخص في منطقة دانبيري، كونيكتيكت على هذا المشروع السري.
غرقت المركبة العائدة من القمر الأول هيكساغون إلى الأرض حتى عمق 4900 متر في المحيط الهادئ بعد فشل هبوطها بالمظلة، واستعادت غواصة الأعماق تريست II (دي إس ڤي-1) حمولتها في أبريل 1972 بعد عملية بحث مطولة، لكن الفلم كان قد تحلل خلال فترة تسعة الأشهر تحت الماء ولم يبق أي صورة يمكن استخدامها.
زاد عمر الأقمار المفردة بثبات خلال فترة البرنامج، وقد عمل القمر كي إتش-9 لآخر مرة لأكثر من 275 يومًا. وقد تنوعت النسخ المختلفة من القمر من حيث الكتلة، وأكثرها وزنًا بلغ 11400 أو 13300 كغ.

## قسم التحكم بالقمر
بدأ قسم التحكم بالقمر الذي يشكل القسم الخلفي من نظام التجميع الأساسي كمشروع للقوى الجوية 467. وقد كان يُراد لهذا القسم أن يكون بديلًا أفضل قدرة عن الدفع على المدار، الذي كانت تزود به المنصة العليا أجينا في الأجيال السابقة من الأقمار. وقد زِيد قطر القسم ليصل إلى ثلاثة أمتار، مقارنة بمتر ونصف في أجينا، وزيد الطول ليصل إلى 1.8 متر. وشمل نظام دفع ثانوي استوحي من أجينا. جُهّز القسم بمنظومات شمسية يمكن نشرها، وهوائيات غير قابلة للطي على شكل قطع ناقص من أجل الاتصال بمعدل بيانات عال.

## الكاميرا الرئيسية
صممت مؤسسة بيركن إيلمر نظام الكاميرا الأساسية لالتقاط صور مجسمة بكاميرا موجهة للأمام من الجهة اليسرى، وكاميرا موجهة نحو الخلف من الجهة اليمنى. التُقطت الصور على ارتفاعات تراوحت بين 140-320 كم. أما نموذج الكاميرا البصري فهو كاميرا رايت المطوية إف/3.0، مع بعد بؤري يبلغ مترًا ونصف. تُحدد بؤرة النظام بصفيحة تصحيح شبه كروية قطرها 0.51 متر، تصحّح الزيغ الكروي لتصميم رايت. تمر الصور الأرضية في كل كاميرا عبر صفيحة التصحيح إلى مرآة مسطحة بزاوية 45 درجة، والتي تعكس الضوء إلى مرآة محدبة رئيسية قطرها 0.91 متر. تحول المرآة الرئيسية الضوء عبر فتحة في المرآة المسطحة وعبر نظام من أربع عدسات إلى سطح أسطوانة الفيلم. يمكن للكاميرات أن تصور مناطق متجاورة بعرض يصل إلى 120 درجة. حُققت جودة صورة أرضية أفضل من 0.61 متر في المرحلة النهائية من المشروع.

## التصوير لوضع الخرائط
حملت المهمات 1205 حتى 1216 كاميرات خرائط (تُعرف بكاميرا الإطار) تستخدم فيلمًا بقياس 9 إنشات وجودتها البدئية منخفضة قليلًا تبلغ مبدئيًا 9 أمتار، وطُوّرت إلى 6 أمتار في مهمات لاحقة (وهي أفضل من قمر لاندسات نوعًا ما). أُريدَ من هذه الكاميرا رسم الخرائط، تغطي الصور المأخوذة بها بشكل أساسي كامل الأرض، على الأقل مع بعض الصور الملتقطة بين عامي 1973 و1980. تصل كل الصور الملتقطة بها تقريبًا إلى 29000 صورة، وتغطي كل منها مساحة 3400 كم مربع. كُشف النقاب عنها عام 2002 عن طريق أمر تنفيذي رقمه 12951؛ وهو نفس الأمر الذي كشف النقاب عن كورونا. أُرسلت نسخ عن الفلم إلى وكالة المسوحات الجيولوجية الأمريكية التابعة لمكتب أنظمة رصد موارد الأرض.
ما زال التحليل العلمي لصور القمر كي إتش-9 يفصح عن مناحٍ تاريخية وتغيرات مناخية وجيولوجية أرضية. استخدمت دراسة في عام 2019، حول الذوبان الجليدي لجبال الهمالايا خلال نصف القرن الأخير، بيانات جمعها قمر كي إتش-9 خلال السبعينيات والثمانينيات لإثبات أن معدلات الذوبان تضاعفت منذ عام 1975.
لم يُعتمد على القمر كي إتش-9 في مشروع المختبر المداري المأهول كي إتش-10، إنما جرى تطويره منعزلًا كبديل لمنظومة البحث كورونا.

## الكثافة الجوية في الارتفاع العالي
حملت المهمات 1205 حتى 1207 رادارات دوبلر للمساعدة في وضع خريطة للكثافة الجوية في ارتفاعات عالية، في محاولة لفهم التأثير على تنبؤات التقويم الفلكي. ونشرت ناسا قياسات الكثافة الجوية.